# Google Search Appliance
O Google Search Appliance ou GSA é um produto integrado de hardware e software do Google. Assim como o Google Search, que indexa as informações na internet, o servidor GSA é capaz de indexar os seus documentos e informações corporativas.

## Como funciona
O Google Search Appliance rastreia o conteúdo e cria um índice mestre de documentos. Os documentos do índice estão prontos para exibição instantânea sempre que um cliente ou funcionário digitar uma consulta de pesquisa. Ele pode indexar milhões de documentos; e seus recursos de segurança fazem com que os usuários possam acessar apenas as informações que tenham permissão para visualizar. Possui preços variados, para pesquisar de 500.000 até 30 milhões de documentos.